# Elezioni locali in Serbia del 2012
Le elezioni locali in Serbia del 2012 si sono tenute il 6 maggio 2012, contemporaneamente alle elezioni parlamentari e presidenziali.
I cittadini sono stati chiamati alle urne per scegliere i governi locali in 24 città, 150 comuni e il governo provinciale in Voivodina.

## Elezioni provinciali in Voivodina
Le elezioni provinciali in Voivodina si sono tenute in due turni: il primo turno venne tenuto il 6 maggio 2012 dividendo i 60 dei 120 seggi all'Assemblea provinciale secondo sistema proporzionale, mentre il secondo turno venne tenuto il 20 maggio dividendo i restanti 60 seggi provinciali secondo sistema maggioritario.

### Primo turno
| Liste                                                   | Voti      | %      | Seggi  |
| ------------------------------------------------------- | --------- | ------ | ------ |
| Scelta per una Voivodina migliore - Bojan Pajtić        | 212.192   | 20,98  | 16     |
| Attiviamo la Voivodina - Tomislav Nikolić               | 185.309   | 18,33  | 14     |
| Ivica Dačić - Partito Socialista di Serbia-PUPS-JS-SDPS | 113.914   | 11,26  | 9      |
| Lega dei Socialdemocratici di Voivodina - Nenad Čanak   | 111.659   | 11,04  | 8      |
| Partito Radicale Serbo - dr.Vojislav Šešelj             | 63.718    | 6,30   | 5      |
| Alleanza degli Ungheresi di Voivodina - Ištvan Pastor   | 62.272    | 6,15   | 4      |
| Partito Democratico di Serbia - Vojislav Koštunica      | 59.936    | 5,93   | 4      |
| Altri                                                   | 202.401   | 20,01  | 0      |
| Totale                                                  | 1.011.401 | 100,00 | 60/120 |

### Secondo turno
| Partito/coalizione                                      | Seggi |
| ------------------------------------------------------- | ----- |
| Scelta per una Voivodina migliore - Bojan Pajtić        | 40    |
| Attiviamo la Voivodina - Tomislav Nikolić               | 8     |
| Ivica Dačić - Partito Socialista di Serbia-PUPS-JS-SDPS | 4     |
| Alleanza degli Ungheresi di Voivodina - Ištvan Pastor   | 4     |
| Lega dei Socialdemocratici di Voivodina - Nenad Čanak   | 2     |
| Čedomir Jovanović - Inversione per la Voivodina         | 1     |

### Risultati definitivi
| Partito/coalizione                                      | Seggi |
| ------------------------------------------------------- | ----- |
| Scelta per una Voivodina migliore - Bojan Pajtić        | 56    |
| Attiviamo la Voivodina - Tomislav Nikolić               | 22    |
| Ivica Dačić - Partito Socialista di Serbia-PUPS-JS-SDPS | 13    |
| Lega dei Socialdemocratici di Voivodina - Nenad Čanak   | 10    |
| Alleanza degli Ungheresi di Voivodina - Ištvan Pastor   | 8     |
| Partito Radicale Serbo – dr.Vojislav Šešelj             | 5     |
| Partito Democratico di Serbia – Vojislav Koštunica      | 4     |
| Čedomir Jovanović - Inversione per la Voivodina         | 1     |

Il governo provinciale è stato formato da Scelta per una Voivodina migliore, Lega dei Socialdemocratici di Voivodina e Alleanza degli Ungheresi di Voivodina. Bojan Pajtić è stato pertanto rieletto presidente del governo provinciale.

## Elezioni comunali

### Belgrado
| Partito                                                              | Voti    | %      | Seggi |
| -------------------------------------------------------------------- | ------- | ------ | ----- |
| Dragan Đilas - Scelta per una Belgrado migliore                      | 295,833 | 35,18  | 50    |
| Attiviamo Belgrado - Tomislav Nikolić                                | 216.271 | 25,72  | 37    |
| Ivica Dačić - Partito Socialista di Serbia-PUPS-JS - Milan Krkobabić | 76.877  | 9,14   | 13    |
| Partito Democratico di Serbia - Vojislav Koštunica                   | 62.749  | 7,46   | 10    |
| Altri                                                                | 189.189 | 22,50  | 0     |
| Totale                                                               | 840.838 | 100,00 | 110   |

Il governo comunale è stato formato da Scelta per una Belgrado migliore e dalla coalizione guidata dal Partito Socialista di Serbia e Dragan Đilas è stato rieletto sindaco.

### Novi Sad
| Partito                                                                      | Voti    | %      | Seggi |
| ---------------------------------------------------------------------------- | ------- | ------ | ----- |
| Scelta per una Novi Sad migliore - Bojan Pajtić                              | 31.024  | 17,90  | 18    |
| Attiviamo Novi Sad - Tomislav Nikolić                                        | 27.280  | 15,74  | 15    |
| Lega dei Socialdemocratici di Voivodina - Novi Sad casa nostra - Nenad Čanak | 26.751  | 15,43  | 15*** |
| Ivica Dačić - Partito Socialista di Serbia-PUPS-JS-SDPS                      | 13.422  | 7,74   | 7     |
| Partito Democratico dei Rom - Tomislav Bokan                                 | 10.500  | 6,06   | 6     |
| Partito Democratico di Serbia - Vojislav Koštunica                           | 9.777   | 5,64   | 5     |
| Dveri Srpske per la Vita di Novi Sad                                         | 8.906   | 5,14   | 5     |
| Partito Radicale Serbo - dr.Aleksandar Martinović                            | 8.788   | 5,07   | 5     |
| Altri                                                                        | 29.488  | 17,77  | 2     |
| Totale                                                                       | 165.936 | 100,00 | 78    |

*** Di cui tre appartenenti al Movimento del Rinnovamento Serbo.
Fino al 13 settembre del 2012 il governo comunale è stato guidato dal sindaco uscente Igor Pavličić, che dopo le elezioni ha ricevuto l'appoggio di Scelta per una Novi Sad migliore, Partito Socialista di Serbia e alleati, Lega dei Socialdemocratici di Voivodina-Movimento del Rinnovamento Serbo, Partito Democratico dei Rom e Alleanza degli Ungheresi di Voivodina. Il 13 settembre 2012 dopo la perdita della maggioranza da parte di Pavličić, il nuovo governo è stato formato da Attiviamo Novi Sad, Partito Socialista di Serbia e alleati, Partito Democratico di Serbia, Partito Democratico dei Rom, Dveri Srpske, Movimento del Rinnovamento Serbo e NOPO. La nuova coalizione ha eletto Miloš Vučević come nuovo sindaco.

### Niš
| Partito                                            | Voti    | %      | Seggi |
| -------------------------------------------------- | ------- | ------ | ----- |
| Attiviamo Niš - Tomislav Nikolić                   | 24.513  | 21,32  | 17    |
| Scelta per Niš migliore - Boris Tadić              | 21.435  | 18,69  | 15    |
| Regioni Unite di Serbia - Branislav Jovanović      | 16.331  | 14,51  | 11    |
| Ivica Dačić - Partito Socialista di Serbia-PUPS-JS | 15.689  | 13,28  | 10    |
| Partito Democratico di Serbia - Milan Lapčević     | 7.008   | 6,19   | 4     |
| Čedomir Jovanović - Inversione-SPO                 | 6.521   | 5,60   | 4     |
| Altri                                              | 19.273  | 17,40  | 0     |
| Totale                                             | 110.770 | 100,00 | 61    |

La coalizione di governo è stata formata da Attiviamo Niš, Regioni Unite di Serbia, Partito Socialista di Serbia e alleati e Partito Democratico di Serbia. Il sindaco eletto è Zoran Perišić.

### Kragujevac
| Partito                                                                      | Voti   | %      | Seggi |
| ---------------------------------------------------------------------------- | ------ | ------ | ----- |
| Veroljub Stevanović - Insieme per Kragujevac                                 | 34.319 | 37,28  | 37    |
| Attiviamo Kragujevac - Tomislav Nikolić                                      | 16.694 | 18,13  | 18    |
| Scelta per una Kragujevac migliore - SDPS - Boris Tadić                      | 11.676 | 12,68  | 12    |
| Ivica Dačić - Partito Socialista di Serbia-PUPS-JS - Slavica Đukić Dejanović | 9.193  | 9,99   | 10    |
| Inversione - dr.Zoran Todorović                                              | 5.149  | 5,59   | 5     |
| Partito Democratico di Serbia - Vojislav Koštunica                           | 4.864  | 5,28   | 5     |
| Totale                                                                       | 88.503 | 100,00 | 87    |

A Kragujevac il governo è stato accordato da Insieme per Kragujevac, Partito Socialista e alleati, Inversione e Partito Democratico di Serbia. Come sindaco è stato confermato Veroljub Stevanović.

### Kraljevo
| Partito                                            | Voti   | %      | Seggi |
| -------------------------------------------------- | ------ | ------ | ----- |
| Attiviamo Kraljevo - Tomislav Nikolić              | 12.013 | 20,6   | 16    |
| Scelta per una vita migliore - Boris Tadić         | 9.384  | 16,4   | 13    |
| Ivica Dačić - Partito Socialista di Serbia-PUPS-JS | 8.051  | 13,8   | 11    |
| Dveri per la Vita di Kraljevo                      | 5.734  | 9,8    | 7     |
| Regioni Unite di Serbia                            | 4.806  | 8,30   | 6     |
| Lista civica "Movimento per Kraljevo"              | 4.205  | 7,2    | 5     |
| Partito Democratico di Serbia - Vojislav Koštunica | 3.438  | 6,0    | 4     |
| Inversione-SPO-SDU                                 | 3.365  | 5,7    | 4     |
| Alleanza Socialdemocratica - Uniti per Kraljevo    | 3.120  | 5,4    | 4     |
| Totale                                             | 57.958 | 100,00 | 70    |

Il governo comunale è stato formato da Attiviamo Kraljevo, Partito Socialista di Serbia, Regioni Unite di Serbia, Partito Democratico di Serbia e Alleanza Socialdemocratica. Come sindaco è stato eletto Dragan Jovanović.